# James Weaver (pilote automobile)
Pour les articles homonymes, voir James Weaver.
James Weaver, né le 4 mars 1955 est un pilote automobile anglais qui a participé principalement à des compétitions de Grand tourisme en remportant les 24 Heures de Daytona, l'United States Road Racing Championship, les Rolex Sports Car Series et les BPR Global GT Series. Il s'est retiré de la compétition à l'issue de la saison 2006 des American Le Mans Series.

## Biographie
Il commence par la Formule 3 avec l'écurie Eddie Jordan Racing puis participe au BTCC où il termine deuxième dès sa première saison en 1989.
Excepté une victoire en BPR Global GT Series au volant d'une McLaren F1 GTR du Gulf Racing GTC en 1996, les principaux titres viendront avec le Dyson Racing pour lequel il va courir durant une vingtaine d'années.
En 2003, il remporte le Grand Prix de Sonoma.

## Palmarès
- Vainqueur des 6 Heures de Watkins Glen en 1995, 1997, 2000 et 2002
- Champion des BPR Global GT Series en 1996
- Vainqueur des 24 Heures de Daytona en 1997
- Champion de l'United States Road Racing Championship en 1998
- Champion des Rolex Sports Car Series en 2000 et 2001

## Résultats aux 24 Heures du Mans
| Année | Voiture               | Équipe                                | Équipiers                            | Résultat    |
| ----- | --------------------- | ------------------------------------- | ------------------------------------ | ----------- |
| 1983  | Mazda 717C            | Mazdaspeed Co. Ltd.                   | Steve Soper / Jeff Allam             | 18e         |
| 1985  | Porsche 956           | Richard Lloyd Racing                  | Jonathan Palmer / Richard Lloyd (en) | 2e          |
| 1986  | Nissan (March) R85V   | Nissan Motorsport                     | Masahiro Hasemi / Takao Wada         | 16e         |
| 1987  | Porsche 962 C         | Équipe Liqui Moly                     | Jonathan Palmer / Price Cobb         | Abandon     |
| 1988  | Sauber C9             | Team Sauber Mercedes                  | Mauro Baldi / Jochen Mass            | Non partant |
| 1989  | Porsche 962C GTi      | Richard Lloyd Racing                  | Derek Bell / Tiff Needell            | Abandon     |
| 1990  | Porsche 962C GTi      | Richard Lloyd Racing                  | Manuel Reuter / JJ Lehto             | Abandon     |
| 1991  | Porsche 962C          | Team Salamin Primagaz / Team Schuppan | Hurley Haywood / Wayne Taylor        | Non classé  |
| 1995  | Jaguar XJ220          | PC Automotive Jaguar                  | Richard Piper / Tiff Needell         | Abandon     |
| 1996  | McLaren F1 GTR        | Gulf Racing / GTC Racing              | Ray Bellm / JJ Lehto                 | 9e          |
| 1997  | Panoz Esperante GTR-1 | David Price Racing                    | Andy Wallace / Butch Leitzinger      | Abandon     |
| 1998  | Porsche LMP1-98       | Porsche AG / Joest Racing             | Pierre-Henri Raphanel / David Murry  | Abandon     |
| 1999  | Audi R8C              | Audi Sport UK Ltd.                    | Andy Wallace / Perry McCarthy        | Abandon     |